# Juni

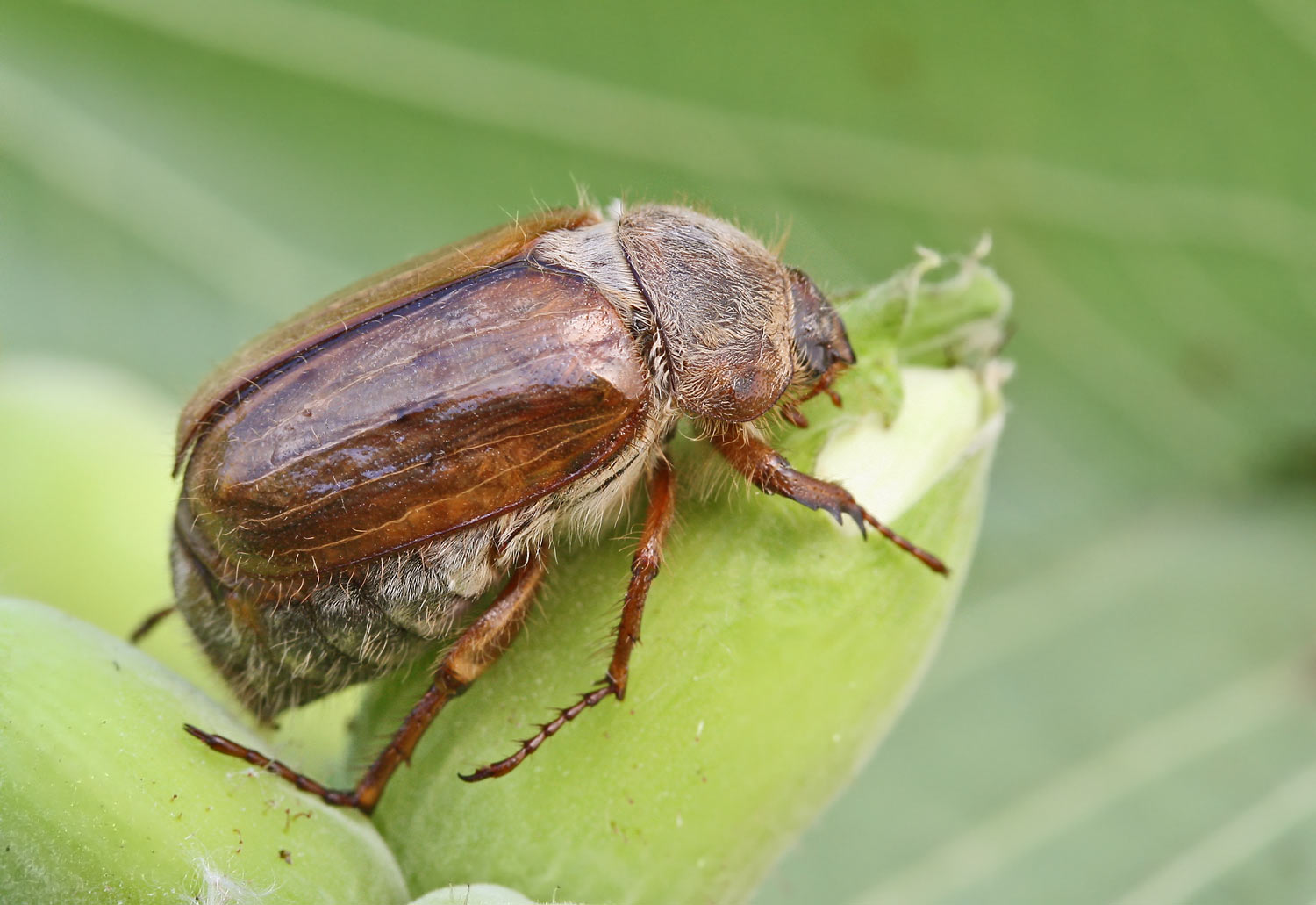
Junikäfer (Amphimallon solstitiale)

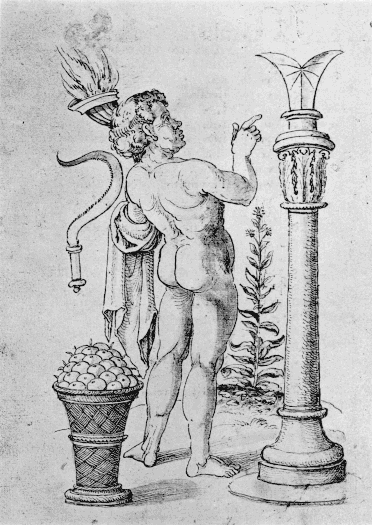
Der Juni im Chronograph von 354 des spätantiken Kalligraphen Filocalus.

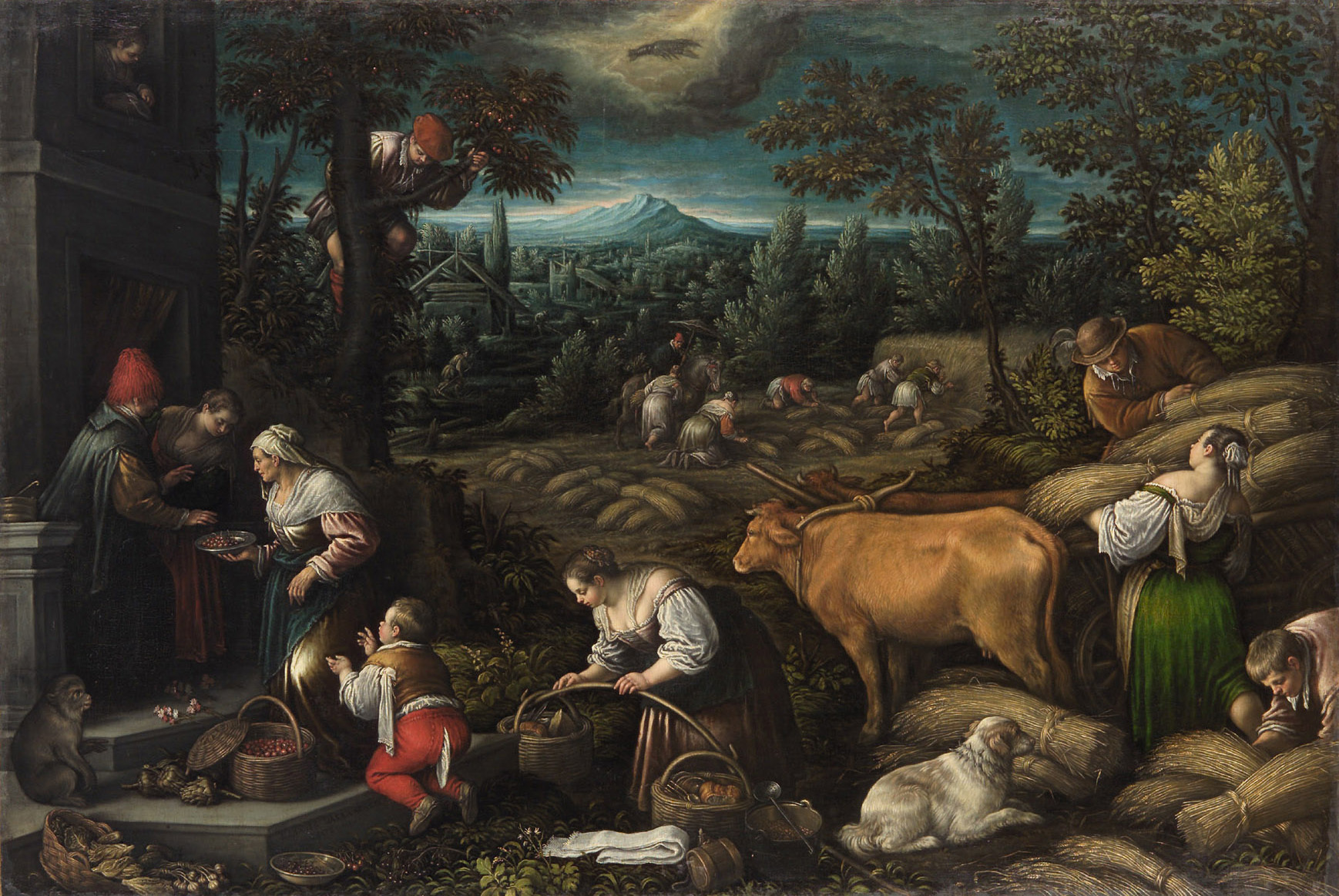
Juni, Leandro Bassano

Der Juni (früher auch Brachmonat) ist der sechste Monat des Jahres im gregorianischen Kalender.
Er hat 30 Tage und enthält den Tag der Sonnenwende (21. Juni, abhängig von der Himmelsmechanik auch am 20. oder 22. Juni möglich), der auf der Nordhalbkugel der längste Tag mit der kürzesten Nacht des Jahres ist; auf der Südhalbkugel ist er dagegen der kürzeste Tag mit der längsten Nacht des Jahres.

Im römischen Kalender war der Iunius ursprünglich der vierte Monat und hatte 29 Tage. Benannt ist er nach der römischen Göttin Juno, der Gattin des Göttervaters Jupiter, Göttin der Ehe und Beschützerin von Rom. Zur Regierungszeit Kaiser Neros wurde der Monat in Germanicus umbenannt, einen der Namen des Kaisers, was sich allerdings nicht durchsetzte. Unter Kaiser Commodus hieß der Monat dann Aelius nach einem von dessen Namen; auch diese Umbenennung wurde nach dem Tod des Kaisers rückgängig gemacht.
Der alte deutsche Monatsname ist Brachet oder Brachmond. In der Zweifelderwirtschaft und der Dreifelderwirtschaft des Mittelalters begann in diesem Monat die Bearbeitung der Brache. In Gärtnerkreisen spricht man auch vom Rosenmonat, da die Rosenblüte im Juni ihren Höhepunkt erreicht; aus diesem Grund wurde der Juni früher auch Rosenmond genannt.
Um in der mündlichen Kommunikation eine Verwechslung mit dem ähnlich klingenden Monatsnamen Juli zu vermeiden, wird der Juni – insbesondere im Telefongespräch oder auch beim Diktat – häufig auch als „Juno“ ([ˈjuːno] oder [juˈnoː]) gesprochen. Aus gleichem Grund wird umgekehrt der Juli oftmals als „Julei“ ([juˈlai] oder [ˈjuːlai]) artikuliert.
Kein anderer Monat des laufenden Kalenderjahres beginnt mit demselben Wochentag wie der Juni. Der Februar des Folgejahres hingegen beginnt mit dem gleichen Wochentag wie der Juni des laufenden Jahres.
| Ort                        | Länge des Tages      |
| München/Bayern/Deutschland | 5:21 Uhr – 21:16 Uhr |
| Hamburg/Deutschland        | 4:46 Uhr – 21:50 Uhr |
| Nordpol                    | 24 h Polartag        |
| Nordkap/Norwegen           | 24 h Polartag        |
| Lomé/Togo                  | 5:40 Uhr – 18:11 Uhr |
| Kapstadt/Südafrika         | 7:42 Uhr – 17:38 Uhr |
| Südpol                     | 24 h Polarnacht      |

## Feier- und Gedenktage
Der Juni enthält in den deutschsprachigen Ländern keine festen Feiertage. Von den beweglichen fällt in seltenen Fällen Christi Himmelfahrt, häufiger jedoch Pfingsten und Fronleichnam in den Juni. In der katholischen Kirche ist der Juni der Monat der Herz-Jesu-Verehrung. In vielen Gegenden wird die Sommersonnenwende und der Johannistag gefeiert. Weitere Feier- und Gedenktage siehe Liste der Gedenk- und Aktionstage im Juni.

## Klima
Die höchste weltweite Monatsmitteltemperatur für einen Junimonat wurde im Jahr 2024 verzeichnet, womit der vorherige Rekord aus dem Jahr 2023 um 0,14 °C überboten wurde. Der Juni 2024 war somit bereits der dreizehnte Monat in Folge mit einem neuen Temperaturhöchstrekord für den jeweiligen Monat.

## Bauernregeln zum Juni
siehe Liste von Bauernregeln#Juni